# Camundongo E14.5

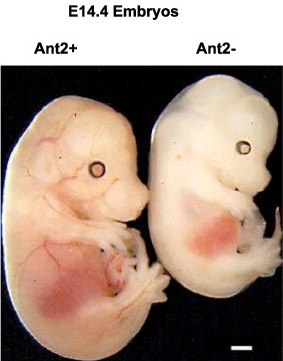
Embrião de Camundongo E14.5 controle (Ant2+) e deficiente de Ant2+.

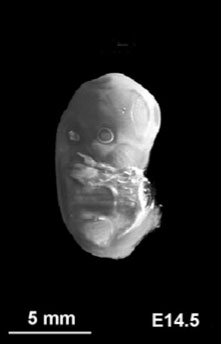
Embrião de camundongo E14.5 em desenvolvimento

É uma categoria de Camundongo muito usado no estudo da da Embriologia.
Por ser um modelo bem descrito, desde a linha do tempo no seu desenvolvimento, é um modelo bom para o estudo de cientistas.

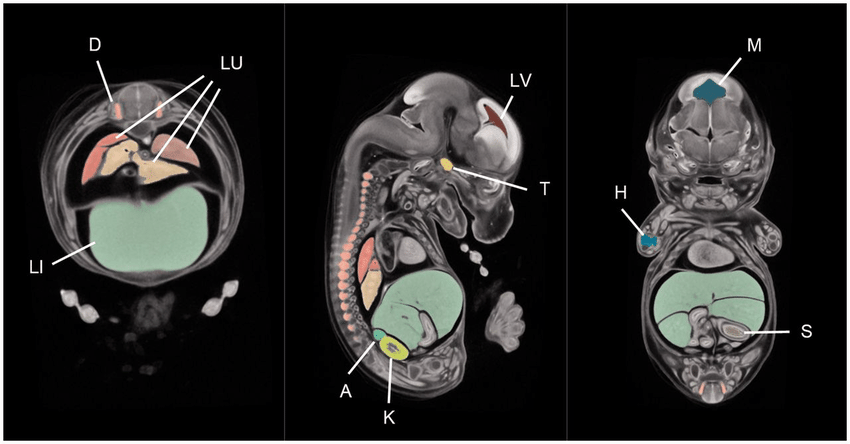
Imagem de atlas do embrião de camundongo em E14.5 com órgãos indicados.

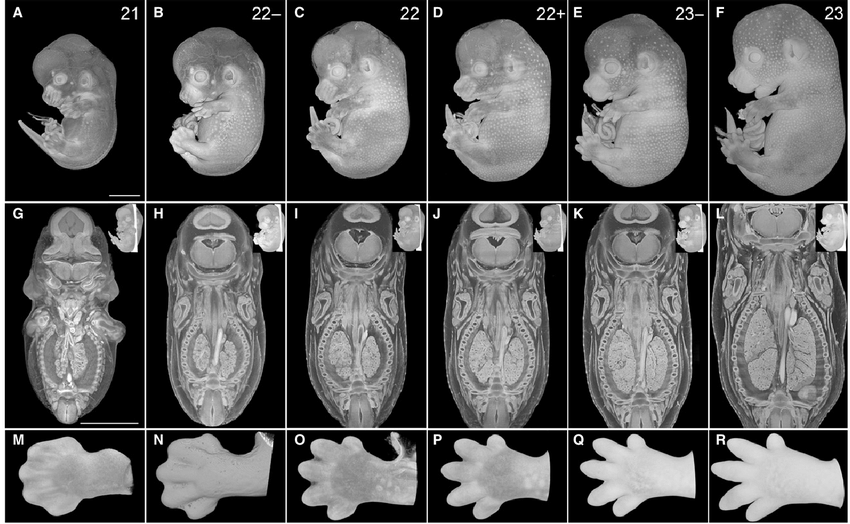
Estágios de desenvolvimento do embrião de camundongo E14.5